# José Bechara
José Bechara (Rio de Janeiro, 1957) é um artista plástico carioca, conhecido pelo seu caráter experimental e a utilização diversificada de métodos e materiais, o que permite novas experiências no campo pictórico.
Estudou na Escola de Artes Visuais do Parque Lage (EAV) e hoje vive e trabalha no Rio de Janeiro. No início de sua carreira, sua obra era predominantemente pictórica, mas a partir do desenvolvimento de sua linguagem poética, os  trabalhos passaram a incluir esculturas e instalações, além dos desenhos e pinturas, e a travar um diálogo mais direto com a arquitetura. Como explica Luis Camillo Osorio no texto introdutório sobre Bechara para Fendas, o catálogo da exposição individual do artista no MAM em 2010: “A saturação das oxidações foi se acumulando, por pressão da própria maturação da poética do seu processo, na superfície das lonas e se projetando no espaço. Este jogo entre saturação e estruturação acompanha o desenrolar do trabalho. Ora predomina a densidade métrica, o acúmulo de elementos que se concentram e se expelem, ora sobressai o esforço estruturante, a grade geométrica e o desenho linear”.

## Carreira artística
José Bechara iniciou seus estudos artísticos em 1987 na Escola de Artes Visuais do Parque Lage (EAV). Depois de 4 anos de estudo, em 1991, o artista passou a integrar um ateliê coletivo na Lapa, centro do Rio de Janeiro, com os artistas Angelo Venosa, Luiz Pizarro, Daniel Senise e Raul Mourão.
É em 1992 que Bechara começa suas experimentações com suportes e técnicas diversificadas, uma característica marcante de seus trabalhos até hoje. Ainda se dedicando exclusivamente à pintura, o artista experimenta novos suportes para suas telas, como lona usada de caminhão e couro bovino, além de desenvolver técnicas de oxidação de cobre e ferro. Foi também neste ano que ele realizou sua primeira exposição individual no Centro Cultural Cândido Mendes.
Em 1994, Bechara recebeu o prêmio Aquisição no 13º Salão Nacional de Artes Plásticas e passou a ser representado pela galeria Paulo Fernandes, no Rio de Janeiro. 
Em 1997, o artista se instalou em seu ateliê no bairro de Santa Teresa no Rio de Janeiro, onde ainda trabalha.
Em 2002, Bechara realizou sua primeira experiência escultórica com  A casa, durante uma residência artística em Faxinal do Céu, Pinhão, Paraná, sob a curadoria de Agnaldo Farias e Fernando Bini, e a consultoria de Christian Viveros. A versão inicial  deste projeto foi pensada a partir da casa que servia de habitação e ateliê para o artista durante a residência. A mobília da casa foi reorganizada, se projetando para fora pelas portas e janelas e a peça foi fotografada, dando origem a duas séries: Temporária e Paisagem doméstica ou não me lembro do que dissemos ontem,  que hoje integra coleções nacionais e internacionais, coma a do Centro Pompidou em Paris, França. 
Outros desdobramentos desse projeto são Área de serviço, uma exposição no Paço Imperial do Rio de Janeiro, organizada  no programa Atelier Finep em 2004, que mostra conjuntos de móveis domésticos organizados plasticamente; e algumas séries de trabalhos de experimentação gráfica como Externo e Interno.
Em 2004, uma exposição no MAM-Rio, intitulada A Casa, Reuniu todo o processo até então desenvolvido além de uma peça escultórica de madeira em dois volumes com o mesmo título.
Open House, uma série de esculturas em menor dimensão desenvolvida a partir de 2006, também trata o tema da casa simbólica e plasticamente. Também em 2006 o artista fez a escultura Ok, ok, let’s talk, uma instalação de mesas de jantar formando um plano irregular intercaladas por duas cadeiras. Esse trabalho foi exposto na Pinacoteca de São Paulo, assim como no Patio-Herreriano, Museo de Arte Contemporáneo Español e na Galeria Mário Sequeira, com uma versão em madeira e uma versão em aço.
A Série Esculturas Gráficas, iniciada em 2009, representa bem a tensão que trabalha o artista entre o geométrico e o material. Obras dessa série foram expostas em importantes instituições como o MAM-Rio de Janeiro, o Instituto Tomie Ohtake e CapeDiem Arte e Pesquisa, Lisboa. 
Em 2010, com a série Gelosia, Bechara começa a trabalhar com o vidro como suporte para suas obras. Placas de vidro com oxidação de aço, placas de fórmica e tinta acrílica constituem peças escultóricas que se apoiam contra a as paredes e quinas das salas de exposição.

## Exposições individuais
2020
- Modos de Condenar Certezas. Galeria Marilia Razuk, São Paulo – SP , Brasil.

2019
- José Bechara. Fundação Iberê Camargo, Porto Alegre – POA, Brasil.
- Partes Soltas. Simões de Assis Galeria de Arte, Curitiba – PR, Brasil.

2018
- Centrifugação. Celma Albuquerque Galeria de Arte, Belo Horizonte – MG, Brasil.
- Um raio todos os dias. Carlos Carvalho Arte Contemporânea, Lisboa – Portugal.

2017
- Espessura do Vazio. Diana Lowenstein Fine Arte Gallery, Miami - FL, EUA.
- Zumbidos. Galeria Lurixs: Arte Contemporânea, Rio de Janeiro – RJ, Brasil.
- Fluxo Bruto. Museu de Arte Moderna do Rio de Janeiro, Rio de Janeiro – RJ, Brasil. Curadoria: Beate Reifenscheid, diretora do Ludwig Museum de Koblenz, Alemanha.

2016
- Voadoras. Galeria Marília Razuk, São Paulo – SP, Brasil. Em exibição
- Intervalo das coisas. Instituto Lina Bo e PM Bardi (Casa de Vidro), São Paulo – SP, Brasil. Em exibição.

2015
- Jaguares. Paço Imperial, Rio de Janeiro – RJ, Brasil.
- Squares and Patterns. Ludwig Museum, Koblenz, Alemanha.
- José Bechara: Criaturas do dia e da noite. Celma Albuquerque Galeria de arte, Belo Horizonte – MG, Brasil.

2014
- José Bechara: Coração, seu tempo e a persistência da razão. Galeria Paulo Darzé, Salvador – BA, Brasil.
- José Bechara. Galeria Simões de Assis, Curitiba – PR, Brasil. Curadoria de Felipe Scovino.
- Nos intervalos entre as coisas importantes, nos minutos à toa. Museu Oscar Niemeyer, Curitiba – PR, Brasil.
- José Bechara: Ultramar com 5 cabeças. Museu Casal Solleric[ligação inativa], Palma de Mallorca, Espanha.

2013
- Nuvem para meia altura. Galeria Mário Sequeira, Braga, Portugal
- Repertório para aproximação de suspensos. Instituto Tomie Ohtake, São Paulo
- Visto de Frente É Infinito. Instituto Figueiredo Ferraz. Ribeirão Preto

2012
- José Bechara. Galeria Mário Sequeira. Braga, Portugal

2011
- José Bechara: Colisão e Trânsito. Museu de Arte da Pampulha. Belo Horizonte
- José Bechara: Ultramar com 5 Cabeças. Quase Galeria, Espaço T. Porto, Portugal
- José Bechara: anotações para uma crônica de ateliê. Bolsa de Arte de Porto Alegre. Porto Alegre
- Líquido do Metal. Galeria Marília Razuk. São Paulo

2010
- Pássaros geométricos e pelo menos um pássaro rectangular. Diana Lowenstein Fine Arts Gallery. Miami, EUA
- José Bechara: Desenhos. CarpeDiem Arte e Pesquisa. Lisboa, Portugal
- José Bechara. LURIXS: Arte Contemporânea. Rio de Janeiro
- FULL. Galeria Marilia Razuk. São Paulo
- José Bechara: Fendas. Museu de Arte Moderna do Rio de Janeiro. Rio de Janeiro

2009
- A Casa. Fundação Calouste Gulbenkian. Lisboa, Portugal
- Cut. Celma Albuquerque Galeria de Arte. Belo Horizonte
- José Bechara: Frestas. Matias Brotas Arte Contemporânea. Vitória

2008
- Sobremirada. LURIXS: Arte Contemporânea. Rio de Janeiro
- Saudade. Fundação Eva Klabin. Rio de Janeiro
- Aranha de Canto. Galeria Xavier Fiol. Palma de Mallorca, Espanha
- Extremo habitável. Bolsa de Arte de Porto Alegre. Porto Alegre
- DuploOxy. Carlos Carvalho Arte Contemporânea. Lisboa, Portugal
- Ok,Ok Let´s Talk. Patio Herreriano Museu de Arte Contemporáneo Español. Valladolid, Espanha

2007
- Geométrica. Galeria Marilia Razuk. São Paulo

2006
- Open House. Diana Lowenstein Fine Arts Gallery. Miami, EUA
- Paisagem Doméstica. LURIXS: Arte Contemporânea. Rio de Janeiro
- Ok, Ok Let’s Talk – Projeto Octógono de Arte Contemporânea. Pinacoteca do Estado de São Paulo. São Paulo
- José Bechara: trabalhos recentes. Celma Albuquerque Galeria de Arte. Belo Horizonte

2005
- Vespeiro. A Chocolataría: D’5 Espazo de Experimentación e Creación Contemporânea. Santiago de Compostela, Espanha
- Tráfego diurno – Noite horizontal. Carlos Carvalho Arte Contemporânea. Lisboa, Portugal
- Área de serviço. Casa Andrade Muricy. Curitiba

2004
- Paramarelo. LURIXS: Arte Contemporânea. Rio de Janeiro
- Duas margaridas e uma aranha. Instituto Tomie Ohtake. São Paulo
- Work area. Diana Lowenstein Fine Arts Gallery. Miami, EUA
- A Casa. Museu de Arte Moderna do Rio de Janeiro. Rio de Janeiro
- José Bechara: pinturas. Galeria Marília Razuk. São Paulo

2003
- Área de serviço. Paço Imperial – Ateliê FINEP. Rio de Janeiro

2002
- José Bechara. Celma Albuquerque Galeria de Arte. Belo Horizonte
- José Bechara. Galeria Marília Razuk. São Paulo
- José Bechara. Silvia Cintra Galeria de Arte. Rio de Janeiro

2001
- José Bechara. Studio 3B. New York, EUA

2000
- Pelada. Silvia Cintra Galeria de Arte. Rio de Janeiro

1999
- José Bechara. Celma Albuquerque Galeria de Arte. Belo Horizonte

1998
- José Bechara. Museu Alfredo Andersen. Curitiba
- Comendo Margaridas. Museu de Arte Moderna do Rio de Janeiro. Rio de Janeiro
- José Bechara. Museu de Arte Moderna de Salvador. Salvador
- José Bechara. Galeria Marília Razuk. São Paulo
- José Bechara. Galeria Thomas Cohn. São Paulo

1997
- Campos de Rosas. Galeria Paulo Fernandes. Rio de Janeiro

1995
- José Bechara. Galeria André Millan. São Paulo
- José Bechara. Galeria Paulo Fernandes. Rio de Janeiro

1994
- José Bechara. Centro Cultural São Paulo. São Paulo

1992
- José Bechara. Centro Cultural Candido Mendes. Rio de Janeiro

## Publicações
2019
- Território Oscilante. Editora Barléu (português, inglês, espanhol e alemão)
- A Terceira Margem. Catálogo da Anozero'19 - Bienal de Arte Contemporânea de Coimbra (português e inglês)
- José Bechara: Território Oscilante. Catálogo da exposição individual na Fundação Iberê Camargo (português)
- Walking Through Walls. Catálogo da exposição coletiva no Museu Gropius Bau em Berlim (inglês)
- José Bechara: Partes Soltas. Catálogo da exposição individual na Galeria Simões de Assis (português)

2016
- Arte Brasileira para Crianças. Editora Cobogó (português)

2015
- José Bechara: Squares & Patterns. Texto Profª Drª Beate Reifenscheid, Ludwig Museum. Catálogo Ludwig Museum (Alemão e inglês)

2014
- José Bechara: Coração, seu tempo e a persistência da razão. Catálogo da exposição individual na Galeria Paulo Darzé (português)
- José Bechara. Catálogo da exposição individual na na Galeria Simões de Assis  (português)

2013
- José Bechara. Texto de Agnaldo Farias. Editora Barléu (português, espanhol e inglês)

2012
- Desdobramentos da pintura brasileira século XXI - Cobogó (português e inglês)
- Projeto Respiração Márcio Doctors - Cobogó e Fundação Eva Klabin (português e inglês)
- 1911-2011 Arte Brasileira e Depois, na Coleção Itaú - Itaú Cultural (português e inglês)

2011
- José Bechara – Fendas Catálogo da exposição, 2010/11 (português e inglês)

2010
- Desenhos – José Bechara. Como piscada de vaga-lume - Réptil (português e inglês)

2009
- Antes de ayer y pasado mañana – o lo que puede ser pintura hoy - Arte Contemporáneo y Energia AIE – MACUP & Artedardo, S.L. – Dardo ds (português e inglês)
- Arte e Ousadia – O Brasil na coleção de João Sattamini - Aprazível Edições, 2008/2009 (português e inglês)

2008
- Blefuscu - Dardo (português, espanhol e inglês)
- Dardo Magazine n.7 - Dardo (português, espanhol e inglês)
- Um Século de Arte Brasileira – Coleção Gilberto Chateaubriand - Museu de Arte de Santa Catarina (português e inglês)
- Coleção Ana Luisa e Mariano Marcondes Ferraz - Textos de Luiz Camillo Osório e Mariano Marcondes Ferraz (português e inglês)
- Paixóns Privadas, Visións Públicas - Museo de Arte Contemporâneo de Vigo, Espanha – Marco (galego e inglês)

2006
- A Casa - Francisco Alves (português e inglês)
- Coleção Itaú Contemporâneo – Arte no Brasil de 1981 – 2006 - Itaú Cultural (português e inglês)

2005
- A Persistência da Pintura – Núcleo Contemporâneo - Fundação Bienal do Mercosul (português, espanhol e inglês)
- Panorama da Arte Brasileira 2005 - Museu de Arte Moderna de São Paulo (português e inglês)
- José Bechara - Dardo (português, espanhol, galego e inglês)

2002
- Museu de Arte Moderna da Bahia - Editora Gráficos Buriti (português)
- Construir Habitar Pensar. Perspectivas del Arte y la Arctectura Latinoamericana Contemporâneas - Instituto Valenciano de Arte Moderno, Espanha (português, inglês e valenciano)
- 25ª Bienal de São Paulo – Iconografias Metropolitanas - Fundação Bienal de São Paulo (português e inglês)

1998
- José Bechara - Dardo (português e inglês)
- O Moderno e o Contemporâneo na Arte Brasileira – Coleção Gilberto Chateaubriand - Museu de Arte de São Paulo – MASP (português e inglês)

## Biografia
Participou da 25ª Bienal Internacional de São Paulo; 29ª Panorama da Arte Brasileira; 5ª Bienal Internacional do MERCOSUL; Trienal de Arquitetura de Lisboa de 2011; 1ª Bienalsur – Buenos Aires; 7ª Bienal de Arte Internacional de Beijing e das mostras “Caminhos do Contemporâneo” e “Os 90” no Paço Imperial–RJ. Realizou exposições individuais e coletivas em instituições como MAM Rio de Janeiro–BR; Culturgest–PT; Ludwig Museum (Koblenz)–DE; Instituto Figueiredo Ferraz–BR; Fundação Iberê Camargo–BR; Fundação Calouste Gulbenkian–PT; MEIAC–ES; Instituto Valenciano de Arte Moderna–ES; MAC Paraná–BR; MAM Bahia–BR; MAC Niterói–BR; Instituto Tomie Ohtake–BR; Museu Vale–BR; Haus der Kilturen der Welt–DE; Ludwig Forum Fur Intl Kunst–DE; Kunst Museum–DE; Museu Brasileiro da Escultura (MuBE)-BR; Centro Cultural São Paulo–BR; ASU Art Museum–USA; Museo Patio Herreriano (Museo de Arte Contemporáneo Español)–ES; MARCO de Vigo–ES; Es Baluard Museu d’Art Modern i Contemporani de Palma–ES; Carpe Diem Arte e Pesquisa–PT; CAAA–PT; Musee Bozar–BE; Museu Casa das Onze Janelas–BR; Casa de Vidro/Instituto Lina Bo e P.M. Bardi–BR; Museu Oscar Niemeyer–BR; Centro de Arte Contemporáneo de Málaga (CAC Málaga)–ES; Museu Casal Solleric–ES; Fundação Eva Klabin–BR;entre outras.

Possui obras integrando coleções públicas e privadas, a exemplo de Museu de Arte Moderna do Rio de Janeiro-BR; Centre Pompidou-FR; Pinacoteca do Estado de São Paulo–BR; Ludwig Museum (Koblenz)–DE; ASU Art Museum USA; Museu Oscar Niemeyer-BR; Es Baluard Museu d’Art Modern i Contemporani de Palma–ES; Coleção Gilberto Chateaubriand/MAM RIO–BR;Coleção Dulce e João Carlos Figueiredo Ferraz/Instituto Figueiredo Ferraz–BR; Coleção João Sattamini/MAC Niterói–BR; Instituto Itaú Cultural–BR; MAM Bahia–BR; MAC Paraná–BR; Culturgest–PT; Benetton Foundation-IT/CAC Málaga-ES; MOLAA–USA; Ella Fontanal Cisneros–USA; Universidade Cândido Mendes–BR; MARCO de Vigo–ES; Brasilea Stiftung–CH; Fundo BGA–BR, entre outras.